# Apterichtus
Apterichtus is een geslacht van straalvinnige vissen uit de familie van slangalen (Ophichthidae). Het geslacht is voor het eerst wetenschappelijk beschreven in 1806 door Duméril.

## Soorten
- Apterichtus anguiformis Peters, 1877
- Apterichtus ansp Böhlke, 1968
- Apterichtus australis McCosker & Randall, 2005
- Apterichtus caecus Linnaeus, 1758
- Apterichtus dunalailai McCosker & Hibino, 2015
- Apterichtus equatorialis Myers & Wade, 1941
- Apterichtus flavicaudus Snyder, 1904
- Apterichtus gracilis Kaup, 1856
- Apterichtus hatookai Hibino, Shibata & Kimura, 2014
- Apterichtus jeffwilliamsi McCosker & Hibino, 2015
- Apterichtus kendalli Gilbert, 1891
- Apterichtus keramanus Machida, Hashimoto & Yamakawa, 1997
- Apterichtus klazingai Weber, 1913
- Apterichtus malabar McCosker & Hibino, 2015
- Apterichtus monodi (Roux, 1966)
- Apterichtus moseri (Jordan & Snyder, 1901)
- Apterichtus mysi McCosker & Hibino, 2015
- Apterichtus nariculus McCosker & Hibino, 2015
- Apterichtus orientalis Machida & Ohta, 1994
- Apterichtus soyoae Hibino, 2018
- Apterichtus succinus Hibino, McCosker & Kimura, 2016